# Díjnok
A  díjnok (vagy latin eredetű szóval diurnista)  a második világháború előtt olyan közszolgálati alkalmazott volt, aki rendszeresített havi fizetés helyett csak díjazást, napidíjat kapott. Másként napidíjasnak is nevezték.

## Magyarországon
Mivel a díjnok nem rendszeres fizetést, hanem csak díjat (napi díjat) kapott, ezért nem is tartozott a tisztviselők közé. Rendszerint a hivatalfőnök fogadta fel, fogadalmat tett. A díjnoki alkalmazás nem volt képesítéshez kötve. Írni-olvasni kellett tudnia. Rendszerint csak segédhivatali (másolási, gépelési, ügykezelési) munkát végzett. Voltak ugyanakkor  ú.n. szak-díjnokok is, akik a tisztviselői állásokra megállapított képesítés birtokában érdemleges tisztviselői munkát végeztek.
A díjnok illetményeit havonta kapta. Az állandó minőségben alkalmazott díjnok egy évi kifogástalan szolgálat után értesítést kapott, amely részére számos előnyt biztosított, így elbocsátása miatt felszólalhatott, szabadságidő illette meg, nyugellátásban részesült. A tisztviselői kinevezést közvetlen megelőző díjnoki szolgálat beszámított a tisztviselői szolgálati időbe.

### Ausztriában
A diurnista (németül Diurnist) cím Ausztriában az adminisztráció egy napibéres alkalmazottjára vonatkozott (Diurnum), aki hivatalos ügyintézőként vezette az irodai jegyzőkönyveket, ún. expedíciókat és dokumentumokról másolatot készített.
A jozefiniánus Bécsben a diurnisták (németül Diurnist)  számos közigazgatási hivatal alárendelt tisztviselői voltak, akik bizonyos tekintélyt élveztek, de csak szerény fizetést kaptak. Voltak köztük titkárok, anyakönyvvezetők, asszisztensek, hivatalnokok, iratvezetők, nagykereskedők, hivatalnokok, csatlakozási ügyintézők stb., akik minden reggeltől végezték munkájukat az Állami Kancellária, a Birodalmi Kancellária, a Hadikancellária, az Osztrák-Cseh Kancellária, a Magyar Bírói Kancellária illetve a Németalföldi Kancellária irodáiban. Hivatal, a pénzverde, a legfelsőbb számviteli kamara, a vallási bizottság, a tanulmányi bizottság és a városháza.

## Statisztika
A Révai nagylexikona szerint Magyarországon a 20. században körülbelül 5000 díjnok állt  állami alkalmazásban; ezek közül mintegy 3000 az igazságügyi szaknál.

## A szakdíjnok
A szakdíjnok bizonyos különleges munkákra kellő gyakorlattal és előképzettséggel (pl. telekkönyvi vizsgával) rendelkező díjnok volt, aki szaktudásánál fogva a többi díjnokénál magasabb napidíjban is részesült.

## Az irodalomban
Ágai Adolf Sanyaró Vendel válogatott nyögései című aforizmái között 50 említi (diurnista néven) a díjnokokat, akiknek főleg alultápláltságán élcelődik.